# Lézerirányítású bomba

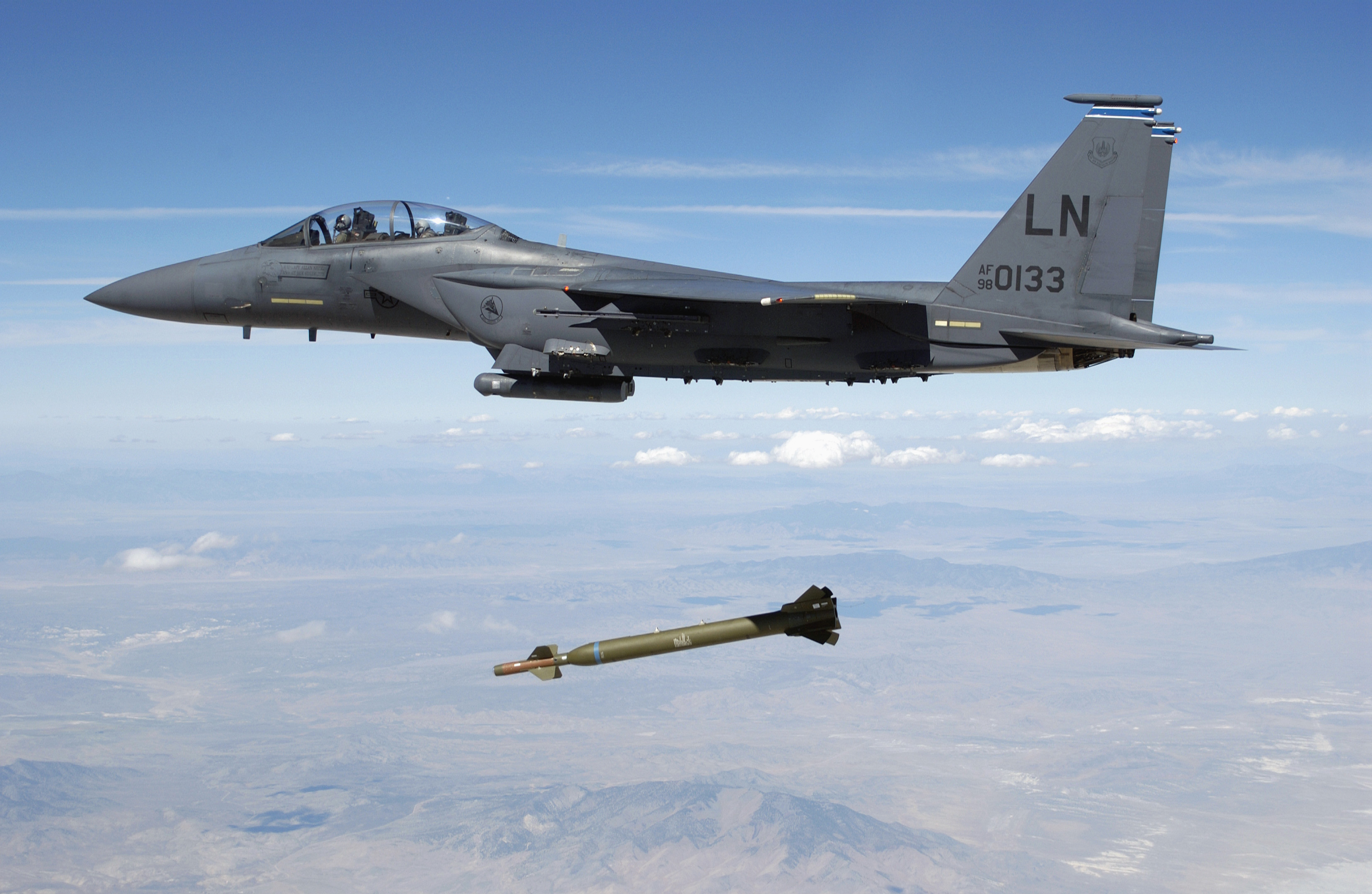
GBU–28 lézerirányítású bomba oldása az USAF F–15-öséről. A gép törzse alatt látszik az AAQ–14 LANTIRN célmegjelölő konténer, mellyel a bombát a célra vezetik.

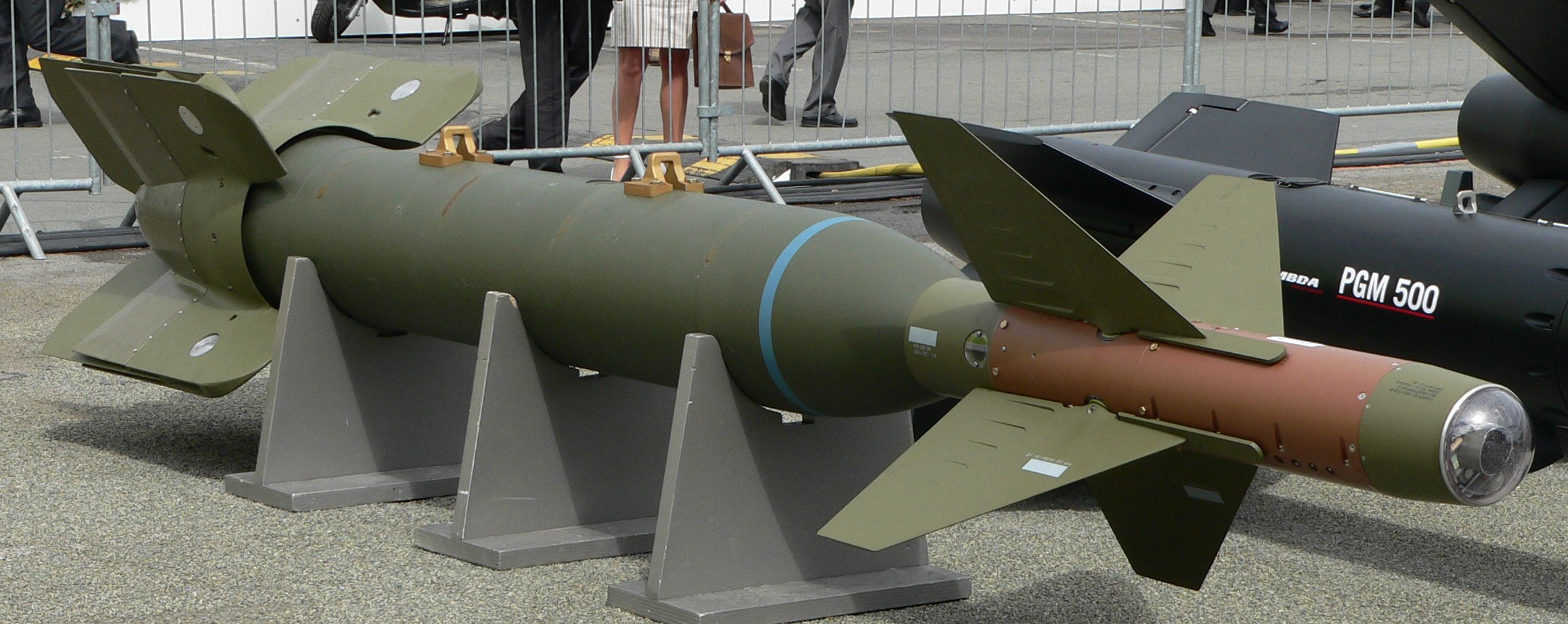
GBU–24 lézerirányítású bomba

A lézerirányítású bomba irányított légibomba, melynél a bomba célra vezetését a cél lézeres megvilágításával biztosítják. A megjelöléshez használt lézernyaláb ugyanis nagyon kevéssé szóródik, ezáltal egyrészt nagyon messzire, több tíz kilométerre lévő célok is megjelölhetők, másrészt ilyen távolságon is meglehetősen vékony marad a nyaláb, azaz viszonylag pontosan jelölhető meg a céltárgy, a folyamatos fejlesztések eredményeként a legkorszerűbb lézerirányítású bombákkal elérhető körkörös szórás 80 cm-1 m között van, így jelenleg ez az elérhető legpontosabb irányítórendszer.
A lézeres irányítás hátránya elsősorban az időjárásra való érzékenység, felhős, vagy párás időben a lézersugár elnyelődik, ezért a korszerűbb bombákat gyakran valamilyen kiegészítő irányítórendszerrel, általában GPS-irányítással is felszerelik. A bomba repülésének ideje alatt a célt folyamatosan be kell sugározni, a repülőgép ez idő alatt nem végezhet komoly manővereket, illetve a feladat elvonja a pilóta figyelmét.
A lézeres irányítókészletek a meglévő, nem irányított bombákra, hasonlóan más irányítókészletekhez, egyszerűen felszerelhetők,  mert ezek a fegyverek modulrendszerűek.
A célok megjelölését általában a repülőgépbe beépített, vagy külön konténerként valamelyik fegyverfelfüggesztő csomópontra függesztett lézeres megjelölőberendezéssel oldják meg (célmegjelölő konténer), de egyes esetekben ezt más repülőgépek, helikopterek, vagy a szárazföldi csapatok előretolt repülésirányítói végzik.